# 2017年6月中國大陸

## 6月1日
- 顺丰-丰巢与阿里巴巴-菜鸟裹裹数据断交，国家邮政局出面交涉。[1] [2]。

## 6月3日
- 适逢六四事件28周年纪念日，新浪微博贴出公告称“系统升级”，暂停用户修改个人资料、评论配图等功能，海外用户无法分享图片和视频[3]。

## 6月4日
- 六四事件二十八周年当日，天安门母亲运动的遇难者家属在国保监视下到万安公墓拜祭[4]。同时，地铁声称“车站因临时施工”关闭木樨地站A1、A2出口[5]。

## 6月5日
- 山东临沂一石油化工厂的液化气罐车在装卸作业时发生爆炸，导致1人死亡，7人失联[6]。
- 澳洲安全情报组织从政府的绝密文件中找到一名女子在她堪培拉家中为中国共产党搜集情报的报告，凸显中国海外情报活动（英语：Chinese intelligence activity abroad）[7]。
- 注册名称为@北电侯亮平的用户发文，实名举报与性侵案件相关的两名教授。

## 6月7日
- 6月7日～10日，习近平对哈萨克斯坦共和国进行国事访问并出席上海合作组织成员国元首理事会第十七次会议和阿斯塔纳专项世博会开幕式。 [9]。

## 6月9日
- 伊斯兰国声称已杀害1男1女两名中国公民—被害者在巴基斯坦西南部俾路支省首府奎达真纳镇担任私校教师期间遭持枪武装分子绑架[10]，中国政府正在核实[11]。

## 6月12日
- 巴拿马时间6月12日晚8时，巴拿马总统胡安·卡洛斯·巴雷拉宣布：巴拿马共和国与中华人民共和国建立外交关系。 [12]。

## 6月13日
- 北京市第一中级人民法院判处张强犯宣扬恐怖主义、极端主义罪有期徒刑9个月并处罚金。[13]

## 6月15日
- 中国在酒泉卫星发射中心采用长征四号乙运载火箭，成功发射首颗X射线空间天文卫星“慧眼”。[14][15]。
- 6月15日16时48分，江苏省徐州市丰县创新幼儿园大门外东侧发生爆炸事件，截至当日23时，爆炸造成8人死亡；65人受伤，其中8人重伤。公安部门初步判定此次事件为刑事案件。

## 6月19日
- 佔全市80%公交路线的廣東省珠海公交巴士公司一批公交车司機不滿工資低待遇差，發起多日罷工，部分到國資委請願示威，超過20條公交线路無法正常運作，大批乘客苦候，有不少中考考生受影響無法登車[16][17]。

## 6月23日
- 张继科、马龙、樊振东相继退出中国乒乓球公开赛，起因或为刘国梁明升暗降成为第19位中国乒乓球协会副主席[18][19]。
- 山东省高级人民法院二审宣判于欢故意伤害案，认定于欢属防卫过当，构成故意伤害罪，判处有期徒刑5年[20]。

## 6月24日
- 四川省阿坝州茂县叠溪镇普降暴雨，造成一处山体高位垮塌，100余人遭掩埋[21]。

## 6月26日
- 由中国铁路总公司营运、中車青島四方機車和中车长春轨道客车研发的CR复兴号动车组从北京南站和上海虹桥站同时对开首发[22]。

## 6月28日
- 055型导弹驱逐舰于上海江南造船厂正式下水[23]。

## 6月30日
- 中共中央总书记、国家主席、中央军委主席、中央全面深化改革委员会主任习近平下午主持召开中央全面深化改革委员会第十四次会议并发表讲话，李克强、王沪宁出席会议[24]。
- 中国网络视听节目服务协会颁布了用于规范网络视听节目审核的行业公约《网络视听节目内容审核通则》[25]，其中规定禁止涉及同性恋、早恋的内容出现在节目中，引发争议[26]。